# Dominio de Tokushima

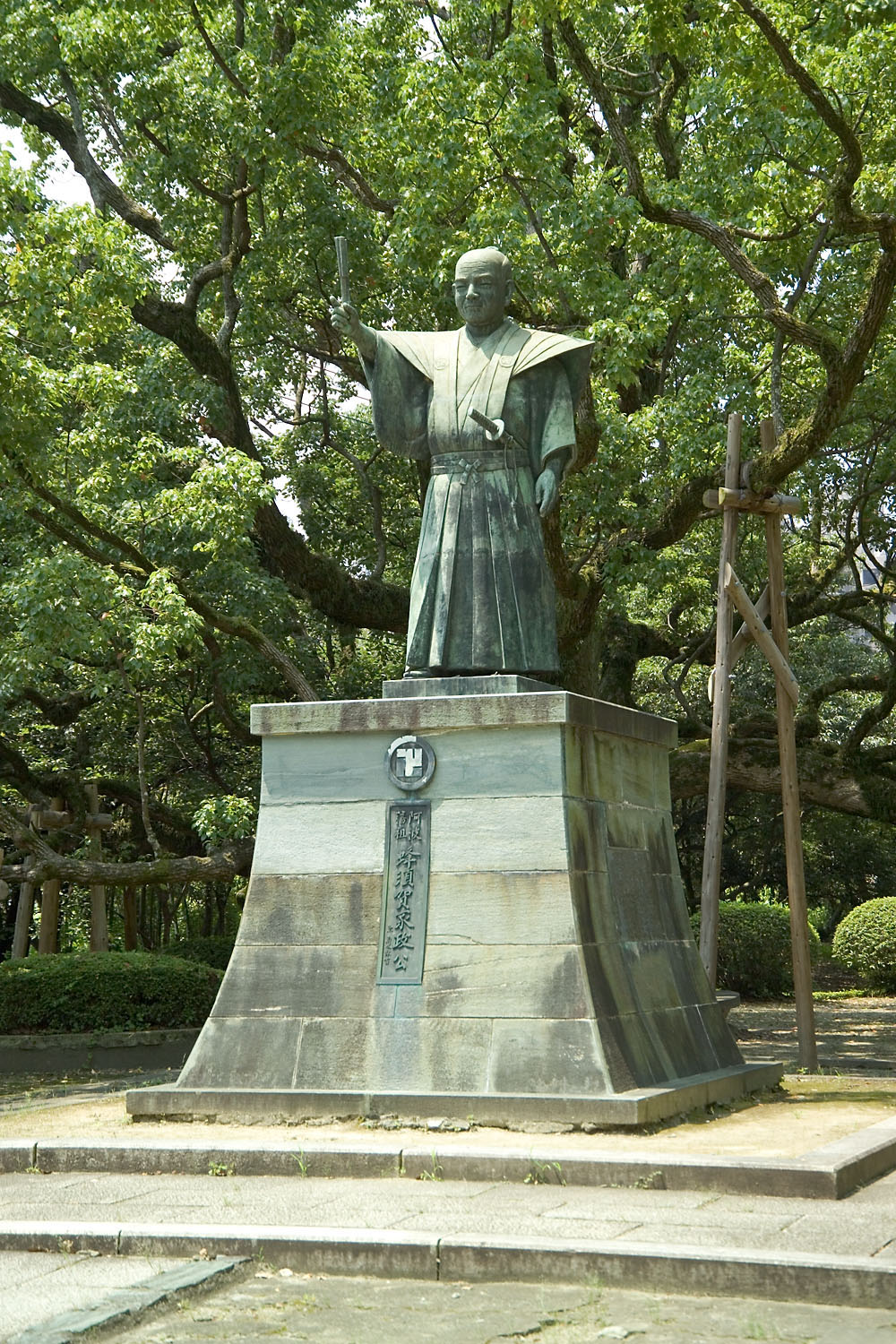
Estatua de Hachisuka Iemasa en Tokushima.

El dominio de Tokushima (徳島藩 Tokushima-han?) fue un dominio japonés del período Edo. Se asoció con la provincia de Awa en la actual prefectura de Tokushima en la isla de Shikoku. También se asoció con la provincia de Awaji en la contemporánea prefectura de Hyōgo.
En el sistema han, Tokushima era una abstracción política y económica basada en encuestas catastrales periódicas y rendimientos agrícolas proyectados. En otras palabras, el dominio se definió en términos de kokudaka, no de superficie terrestre. Esto era diferente del feudalismo de Occidente.

## Historia
Gobernado por la familia Hachisuka, el dominio tenía un ingreso de 256 000 koku. De manera inusual para la mayoría de los dominios del período Edo, los Hachisuka tenían el control de Tokushima antes del comienzo del período y permanecieron en posesión de él hasta el final de la era.
A principios de la era Meiji, había una fuente importante de conflicto dentro del dominio, ya que los criados de Inada Kurobei, el consejero principal del líder Hachisuka y alcaide del castillo Sumoto, exigieron la independencia de su señor y su establecimiento como daimyō. Con los ingresos de Inada que ya superaban los 10 000 koku, esto era técnicamente posible; sin embargo, fue rechazada y se encontró con la violenta oposición de Tokushima. Después de que la "revuelta" fue sofocada, todo el clan Inada y sus sirvientes fueron exiliados al extremo norte de Hokkaidō.

## Lista de daimios

El emblema (mon) del clan Hachisuka.

Los daimyōs hereditarios fueron los líderes del clan y del dominio. En Tokushima, los shōguns Tokugawa entregaron 258 000 koku al clan Hachisuka desde principios del siglo XVII hasta 1868.
1. Yoshishige
2. Tadateru
3. Mitsutaka
4. Tsunamichi
5. Tsunanori
6. Munekazu
7. Muneteru
8. Muneshige
9. Yoshihiro
10. Shigeyoshi
11. Haruaki
12. Narimasa
13. Narihiro
14. Mochiaki